# De jonge reus
De jonge reus is een sprookje uit Kinder- und Hausmärchen, de verzameling van de gebroeders Grimm, met als nummer KHM90. De oorspronkelijke naam is Der junge Riese.

## Het verhaal
Een boer heeft een zoon zo klein als een duim en hij groeit niet. Er komt een reus en de vader wil zijn zoon bang maken, zodat hij zoet zal zijn, en vertelt dat de boeman hem komt halen. De reus tilt het jongetje echt op en neemt hem mee en in zijn huis groeit de jongen, omdat hij aan de borst van de reus kan zuigen. De oude reus laat hem een boom uit de grond tillen en zoogt hem dan nog twee jaar. Daarna kan de jongen ook een oude boom uit de grond tillen en wordt nog twee jaar gevoed. De jongen kan nu de dikste eik uit het bos uit de grond tillen en hij wordt teruggebracht naar de akker van zijn vader.
De boer schrikt en herkent zijn zoon niet, maar de jongen begint te ploegen. Ook spant hij zichzelf voor de eg en neemt alles mee naar het bos. Hij neemt twee eiken uit de grond en tilt het paard mee naar het huis van zijn ouders. Ook moeder herkent haar groot geworden zoon niet en stuurt hem weg, maar hij brengt de spullen naar binnen en vraagt om eten. Hij eet alles op, zoveel eten de ouders in één week nog niet. De jongen begrijpt dat hij niet genoeg te eten kan krijgen en vraagt zijn vader om een ijzeren staaf, die hij niet kan kapotslaan op zijn knie.
De vader haalt een staaf met vier paarden, maar de jongen breekt hem als een bonenstaak doormidden. Met acht paarden haalt de vader een zwaardere staaf, maar de jongen breekt een stuk af en gaat de wereld in. Hij wordt smidsgezel en wordt voorslager, de smid is een vrek en de jongen wil geen loon. Hij zal de smid twee klappen geven als hij die andere werknemers het loon betaalt. De jongen slaat het aambeeld in de grond en wordt weggestuurd. Hij schopt de smid en die vliegt over vier vrachten hooi.
Hij komt bij een landgoed en vraagt de rentmeester of hij een knecht nodig heeft. Hij hoeft geen jaarloon, maar wil drie klappen geven. Hij blijft lang in bed liggen en kookt eerst soep en eet dit. Hij maakt een versperring van rijshout en als de anderen terugkomen, pakt hij twee bomen en kan als enige door de versperring door zijn paarden te tillen. Na een jaar krijgen de knechten hun loon en de rentmeester vraagt knecht de klappen kwijt te schelden en vraagt veertien dagen uitstel. Zijn schrijvers raden aan de knecht in de put te laten afdalen en een molensteen op zijn hoofd te laten vallen.
Met de molensteen als halsketting klimt de jongen uit de put en de schrijvers raden aan hem naar de betoverde molen te sturen. Niemand komt hier levend vandaan en de eerste knecht draagt acht mud koren naar de molen. Er komt een reusachtige tafel binnen met vlees en wijn en de stoelen schuiven aan. De jongen ziet vingers die met mes en vork eten en eet met het gezelschap mee. De kaarsen gaan uit en hij krijgt een klap in zijn gezicht, maar hij slaat terug. 's Ochtends ziet de molenaar dat hij nog leeft en de molen is verlost, hij wil een beloning uitdelen. Hij neemt het meel mee en gaat naar de rentmeester, die bang wordt en naar buiten wordt geschopt. De man komt niet terug en de vrouw wordt naar buiten geschopt, ze zweven misschien nog steeds en de jonge reus liep met zijn ijzeren staaf verder.

## Achtergronden bij het verhaal
- Het sprookje komt uit streek van de Leine.
- Het sprookje is verwant met Het aardmanneke (KHM91) en Sterke Hans (KHM166).
- Varianten van het verhaal zijn bekend tot in China en Afrika.
- Vergelijk ook het Japanse Issun Boshi (kleinduimpje), deze kleine man met naald verandert in een sterke samoerai.
- Minuscule mensjes zijn een geliefd onderwerp in veel culturen en komen al voor bij de Griekse en Romeinse schrijvers. Ze moeten niet verward worden met kabouters of dwergen. Zie ook Onderdeurtje, Kikkererwtje, Duimendik (KHM37), Duimpje de wereld in (KHM45), Duimelijntje en Kleinduimpje.
- De jonge reus is verwant met de Germaanse held Siegfried uit het Nibelungenlied, Beowulf en Tijl Uilenspiegel, die ook de wereld in trekken en vaak de vreemdste streken uithalen bij de proeven. Ze drijven de spot met de gewone burger.
- In mythologische verhalen worden helden vaak opgevoed door geesten, dwergen of reuzen, zoals Thor.
- Ook in IJzeren Hans (KHM136) wordt een jongen bij zijn ouders weggehaald.
- Soms werd een molensteen gebruikt om de doodstraf uit te voeren. Zie ook Meneer Korbes (KHM41) Van de wachtelboom (KHM47).
- In Keloglan trekt eropuit om de man te worden van de reuzin wordt het drinken bij een reus ook genoemd.